# آتکو-ممه ویرو
آتکو-ممه ویرو (استونیایی: Atko-Meeme Viru; ۷ سپتامبر ۱۹۳۲ – ۲۱ اکتبر ۲۰۰۷) بازیکن بسکتبال اهل استونی بود.